# Reinsbach
Reinsbach ist eine Ortschaft und eine Katastralgemeinde der Gemeinde Allentsteig im Bezirk Zwettl in Niederösterreich. Die Ortschaft hat 76 Einwohner (Stand 1. Jänner 2024).

## Geschichte
Laut Adressbuch von Österreich waren im Jahr 1938 in Reinsbach ein Gastwirt, ein Schneider, ein Viehhändler und mehrere Landwirte ansässig.

## Siedlungsentwicklung
Zum Jahreswechsel 1979/1980 befanden sich in der Katastralgemeinde Reinsbach insgesamt 56 Bauflächen mit 30.235 m² und 40 Gärten auf 13.165 m², 1989/1990 gab es 55 Bauflächen. 1999/2000 war die Zahl der Bauflächen auf 132 angewachsen und 2009/2010 bestanden 58 Gebäude auf 132 Bauflächen.

## Bodennutzung
Die Katastralgemeinde ist landwirtschaftlich geprägt. 258 Hektar wurden zum Jahreswechsel 1979/1980 landwirtschaftlich genutzt und 34 Hektar waren forstwirtschaftlich geführte Waldflächen. 1999/2000 wurde auf 256 Hektar Landwirtschaft betrieben und 35 Hektar waren als forstwirtschaftlich genutzte Flächen ausgewiesen. Ende 2018 waren 253 Hektar als landwirtschaftliche Flächen genutzt und Forstwirtschaft wurde auf 34 Hektar betrieben. Die durchschnittliche Bodenklimazahl von Reinsbach beträgt 25,4 (Stand 2010).